# Eugen Wachberger
Eugen Wachberger (Linz, 17 de octubre de 1904 – Viena, 13 de mayo de 1971) fue un arquitecto austriaco.

## Biografía
Estudió en la Escuela de Artes Aplicadas de Viena entre 1922 y 1925 bajo la tutela de Carl Witzmann para, a continuación, comenzar su andadura como arquitecto profesional en su ciudad natal. A comienzos de la década de 1930 regresó a la capital austríaca para completar su formación en la Academia de Bellas Artes, donde fue alumno de Clemens Holzmeister. Durante estos años, llevó a cabo sus primeros proyectos independientes en Viena, como su propia casa en la Werkbundsiedlung.
A mediados de los años treinta empezó a colaborar con Erich Boltenstern, también discípulo de Clemens Holzmeister. Durante la Segunda Guerra Mundial, ambos fueron inhabilitados por razones políticas, con lo que hasta que no finalizó el conflicto, no pudieron seguir progresando.
A partir de 1945 retomaron su actividad, llevando a cabo numerosos proyectos para el Banco Nacional de Austria, y se convirtió en una figura clave de la reconstrucción de la ciudad de Linz. Su relación con Holzmeister seguía siendo estrecha, y cuando este se jubiló, Wachberger se hizo cargo de su plaza como profesor adjunto.